# سيبروكونازول
سيبروكونازول هو مبيد فطريات من مجموعة الآزولات.

## التحضير
يمكن أن يحضر سيبروكونازول، كما هو الحال مع مركبي تيبوكونازول وهكساكونازول، من تفاعل الإيبوكسيد الموافق مع التريازول.

## الخواص
يوجد المركب في الشروط القياسية على شكل صلب له لون بيج، وهو عملياً غير منحل في الماء، لكنه ينحل في المذيبات العضوية مثل الإيثانول والزيلين والأسيتون وثنائي ميثيل السلفوكسيد.

## الاستخدامات
يمكن أن يستخدم سيبروكونازول مبيداً للفطريات على محاصيل عدة مزروعات، مثل الحبوب والقهوة والشوندر السكري والأشجار المثمرة والكروم؛ كما يمكن أن يستخدم في مجال حفظ الخشب.